# Shinnosuke Hatanaka
Shinnosuke Hatanaka (畠中 槙之輔, Hatanaka Shinnosuke), né le 25 août 1995, est un footballeur international japonais.

## Biographie

### En club
Hatanaka commence sa carrière professionnelle en 2014 avec le club du Tokyo Verdy. En août 2018, il est transféré au Yokohama F. Marinos.

### En équipe nationale
Le 26 mars 2019, il fait ses débuts avec l'équipe nationale japonaise contre l'équipe de Bolivie. Il compte sept sélections en équipe nationale du Japon.

## Statistiques
| Équipe du Japon | Équipe du Japon | Équipe du Japon |
| Année           | Matchs          | Buts            |
| --------------- | --------------- | --------------- |
| 2019            | 7               | 0               |
| Total           | 7               | 0               |

## Palmarès
- Avec le  Yokohama F. Marinos 
  - Champion du Japon en 2019